# Amsterdamsche Football Club Ajax 2023-2024
Questa voce raccoglie le informazioni riguardanti l'Amsterdamsche Football Club Ajax nelle competizioni ufficiali della stagione 2023-2024.

## Maglie e sponsor
| Casa | Trasferta | Terza divisa |  |

## Organigramma societario
Comitato direttivo
- Presidente: vacante
- Direttore comitato direttivo: Pier Eringa
- Amministratore delegato: Frank Eijken
- Tesoriere: Susan Lenderink
- Amministrazione tesoreria: Menno Geelen

Area tecnica
- Direttore tecnico: Sven Mislintat
- Direttore generale: vacante
- Direttore area sviluppo: Casimir Westerveld
- Responsabile scouting: Kelvin de Lang
- Coordinatori settore giovanile: Michel Doesburg, Nick Vermast
- Consulente area tecnica: Klaas-Jan Huntelaar
- Allenatore: John van 't Schip
- Allenatori in seconda: Said Bakkati, Hedwiges Maduro, Michael Valkanis
- Preparatori atletici: Alessandro Schoenmaker, Richard Witschge, Heinl Otto
- Preparatore dei portieri: Anton Scheutjens
- Analisi video: Dimitrios Goumas
- Osservatori: Mehmet Bulduk, Tufan Daş

Area sanitaria
- Responsabili area medica: Maarten Gozeling, Niels Wijne

## Rosa
Dati aggiornati al 1º febbraio 2024.
| N. |                        | Ruolo | Calciatore                 |
| -- | ---------------------- | ----- | -------------------------- |
| 1  | Argentina (bandiera)   | P     | Gerónimo Rulli             |
| 2  | Paesi Bassi (bandiera) | D     | Devyne Rensch              |
| 3  | Danimarca (bandiera)   | D     | Anton Gaaei                |
| 4  | Paesi Bassi (bandiera) | D     | Jorrel Hato                |
| 6  | Inghilterra (bandiera) | C     | Jordan Henderson           |
| 7  | Paesi Bassi (bandiera) | A     | Steven Bergwijn (capitano) |
| 8  | Paesi Bassi (bandiera) | C     | Kenneth Taylor             |
| 9  | Paesi Bassi (bandiera) | A     | Brian Brobbey              |
| 10 | Inghilterra (bandiera) | A     | Chuba Akpom                |
| 11 | Portogallo (bandiera)  | A     | Carlos Forbs               |
| 12 | Paesi Bassi (bandiera) | P     | Jay Gorter                 |
| 13 | Turchia (bandiera)     | D     | Ahmetcan Kaplan            |
| 16 | Norvegia (bandiera)    | C     | Sivert Mannsverk           |
| 18 | Croazia (bandiera)     | D     | Jakov Medić                |
| 19 | Paesi Bassi (bandiera) | A     | Julian Rijkhoff            |
| 21 | Paesi Bassi (bandiera) | C     | Branco van den Boomen      |
| 22 | Paesi Bassi (bandiera) | P     | Remko Pasveer              |
| 23 | Paesi Bassi (bandiera) | A     | Steven Berghuis            |

| N. |                                 | Ruolo | Calciatore                 |
| -- | ------------------------------- | ----- | -------------------------- |
| 24 | Paesi Bassi (bandiera)          | C     | Silvano Vos                |
| 25 | Croazia (bandiera)              | D     | Borna Sosa                 |
| 27 | Paesi Bassi (bandiera)          | A     | Amourricho van Axel Dongen |
| 28 | Paesi Bassi (bandiera)          | C     | Kian Fitz-Jim              |
| 30 | Argentina (bandiera)            | D     | Gastón Ávila               |
| 33 | Bosnia ed Erzegovina (bandiera) | C     | Benjamin Tahirović         |
| 37 | Croazia (bandiera)              | D     | Josip Šutalo               |
| 38 | Islanda (bandiera)              | C     | Kristian Hlynsson          |
| 39 | Belgio (bandiera)               | C     | Mika Godts                 |
| 40 | Germania (bandiera)             | P     | Diant Ramaj                |
| 42 | Paesi Bassi (bandiera)          | D     | Ar'jany Martha             |
| 47 | Paesi Bassi (bandiera)          | D     | Tristan Gooijer            |
| 49 | Paesi Bassi (bandiera)          | A     | Jaydon Banel               |
| 5  | Paesi Bassi (bandiera)          | D     | Owen Wijndal               |
| 6  | Paesi Bassi (bandiera)          | C     | Davy Klaassen              |
| 17 | Paesi Bassi (bandiera)          | D     | Anass Salah-Eddine         |
| 19 | Georgia (bandiera)              | A     | Georges Mikautadze         |
| 20 | Ghana (bandiera)                | C     | Mohammed Kudus             |

## Calciomercato
Dati aggiornati al 2 settembre 2023.

### Sessione estiva
| Acquisti         | Acquisti              | Acquisti              | Acquisti                    |
| R.               | Nome                  | da                    | Modalità                    |
| ---------------- | --------------------- | --------------------- | --------------------------- |
| D                | Josip Šutalo          | Dinamo Zagabria       | definitivo (20,5 milioni €) |
| A                | Georges Mikautadze    | Metz                  | definitivo (16 milioni €)   |
| D                | Carlos Forbs          | Manchester City       | definitivo (14 milioni €)   |
| D                | Gastón Ávila          | Anversa               | definitivo (12,5 milioni €) |
| A                | Chuba Akpom           | Middlesbrough         | definitivo (12,3 milioni €) |
| D                | Borna Sosa            | Stoccarda             | definitivo (8 milioni €)    |
| C                | Benjamin Tahirović    | Roma                  | definitivo (7,5 milioni €)  |
| C                | Sivert Mannsverk      | Molde                 | definitivo (6 milioni €)    |
| P                | Diant Ramaj           | Eintracht Francoforte | definitivo (5 milioni €)    |
| D                | Anton Gaaei           | Viborg                | definitivo (4,5 milioni €)  |
| D                | Jakov Medić           | St. Pauli             | definitivo (3 milioni €)    |
| C                | Branco van den Boomen | Tolosa                | definitivo (gratuito)       |
| Altre operazioni |                       |                       |                             |
| R.               | Nome                  | da                    | Modalità                    |
| A                | Mohamed Daramy        | Copenaghen            | fine prestito               |
| P                | Jay Gorter            | Aberdeen              | fine prestito               |
| D                | Kik Pierie            | Excelsior             | fine prestito               |
| A                | Naci Ünüvar           | Trabzonspor           | fine prestito               |

| Cessioni         | Cessioni             | Cessioni     | Cessioni                    |
| R.               | Nome                 | a            | Modalità                    |
| ---------------- | -------------------- | ------------ | --------------------------- |
| C                | Mohammed Kudus       | West Ham Utd | definitiva (43 milioni €)   |
| D                | Jurriën Timber       | Arsenal      | definitiva (40 milioni €)   |
| D                | Edson Álvarez        | West Ham Utd | definitivo (38 milioni €)   |
| D                | Calvin Bassey        | Fulham       | definitivo (22,5 milioni €) |
| C                | Youri Regeer         | Twente       | definitiva (900 mila €)     |
| C                | Davy Klaassen        |              | svincolato                  |
| C                | Florian Grillitsch   | Hoffenheim   | definitiva (gratuita)       |
| A                | Dušan Tadić          | Fenerbahçe   | definitiva (gratuita)       |
| D                | Youri Baas           | N.E.C.       | prestito                    |
| D                | Owen Wijndal         | Anversa      | prestito                    |
| A                | Francisco Conceição  | Porto        | prestito                    |
| D                | Jorge Sánchez        | Porto        | prestito                    |
| C                | Kian Fitz-Jim        | Excelsior    | prestito                    |
| P                | Maarten Stekelenburg |              | ritiro                      |
| A                | Lorenzo Lucca        | Pisa         | fine prestito               |
| Altre operazioni |                      |              |                             |
| R.               | Nome                 | a            | Modalità                    |
| A                | Mohamed Daramy       | Stade Reims  | definitiva (12 milioni €)   |
| D                | Kik Pierie           | Excelsior    | ?                           |
| A                | Naci Ünüvar          | Twente       | prestito                    |

### Sessione invernale
| Acquisti         | Acquisti         | Acquisti             | Acquisti                   |
| R.               | Nome             | da                   | Modalità                   |
| ---------------- | ---------------- | -------------------- | -------------------------- |
| A                | Julian Rijkhoff  | Borussia Dortmund II | definitivo (1,4 milioni €) |
| C                | Kian Fitz-Jim    | Excelsior            | fine prestito              |
| C                | Jordan Henderson |                      | definitivo (svincolato)    |
| Altre operazioni |                  |                      |                            |
| R.               | Nome             | da                   | Modalità                   |

| Cessioni         | Cessioni           | Cessioni | Cessioni                 |
| R.               | Nome               | a        | Modalità                 |
| ---------------- | ------------------ | -------- | ------------------------ |
| A                | Georges Mikautadze | Metz     | prestito                 |
| D                | Anass Salah-Eddine | Twente   | definitivo (1 milione €) |
| Altre operazioni |                    |          |                          |
| R.               | Nome               | a        | Modalità                 |

## Risultati

### Eredivisie
| Arbitro: | Manschot |

|                                                          |           |              |
| Medić 45+8’ Kudus 75’ Bergwijn 85’ Bergwijn 90+6’ (rig.) | Marcatori | 45+5’ Engels |

| Arbitro: | Higler |

|                               |           |                          |
| Horemans 45+1’ Agrafiotis 48’ | Marcatori | 25’ Brobbey 72’ Klaassen |

| Sittard 3 settembre 2023, ore 14:30 CEST 4ª giornata | Fortuna Sittard | 0 – 0 referto | Ajax | Fortuna Sittard Stadion (12 138 spett.)\| Arbitro: \| van der Eijk \| |
| Arbitro:                                             | van der Eijk    |               |      |                                                                       |

| Arbitro: | Makkelie |

|                               |           |             |
| Rots 7’ Steijn 11’ Ünüvar 79’ | Marcatori | 35’ Brobbey |

| Arbitro: | Gözübüyük |

|  |           |                                                    |
|  | Marcatori | 9’ Giménez 18’ Giménez 37’ Igor Paixão 59’ Giménez |

| Arbitro: | Lindhout |

|                    |           |                         |
| van den Boomen 73’ | Marcatori | 45’ Pavlidis 57’ de Wit |

| Arbitro: | Higler |

|                                                         |           |                                        |
| Flamingo 44’ van der Hoorn 48’ Toornstra 71’ Fraulo 90’ | Marcatori | 52’ Hlynsson 55’ Hlynsson 65’ Bergwijn |

| Arbitro: | Makkelie |

|                                                             |           |                                |
| Lozano 20’ L. de Jong 49’ Saibari 52’ Lozano 60’ Lozano 72’ | Marcatori | 10’ Van den Boomen 40’ Brobbey |

| Arbitro: | van den Kerkhof |

|                        |           |  |
| Bergwijn 57’ Akpom 89’ | Marcatori |  |

| Arbitro: | van der Eijk |

|                                                |           |                |
| Bergwijn 57’ Brobbey 42’ Akpom 84’ Akpom 90+2’ | Marcatori | 45+1’ Brouwers |

| Arbitro: | Nijhuis |

|                                      |           |                         |
| van de Kamp 67’ Robinet 90+3’ (rig.) | Marcatori | 68’ Akpom 82’ Tahirović |

| Arbitro: | Higler |

|                                                           |           |  |
| Hato 3’ Hlynsson 12’ Oroz 50’ (aut.) Akpom 58’ Taylor 67’ | Marcatori |  |

| Arbitro: | Nagtegaal |

|            |           |                        |
| Tavşan 90’ | Marcatori | 57’ Hlynsson 88’ Forbs |

| Arbitro: | van Boekel |

|                       |           |                                              |
| Kramer 37’ Oukili 51’ | Marcatori | 30’ Brobbey 43’ (rig.) Bergwijn 57’ Berghuis |

| Arbitro: | Makkelie |

|                         |           |            |
| Brobbey 8’ Bergwijn 42’ | Marcatori | 55’ Neghli |

| Arbitro: | Kooij |

|                         |           |                 |
| Brobbey 35’ Brobbey 48’ | Marcatori | 60’ Thy 89’ Thy |

| Arbitro: | van Boekel |

|                          |           |                                        |
| Edvardsen 44’ Kramer 58’ | Marcatori | 27’ Brobbey 45+3’ Tahirović 72’ Rensch |

| Arbitro: | Nijhuis |

|                                                  |           |            |
| Brobbey 9’ Brobbey 35’ Hlynsson 64’ Berghuis 87’ | Marcatori | 15’ Kramer |

| Arbitro: | Higler |

|                         |           |                                                   |
| Hornkamp 35’ Engels 60’ | Marcatori | 16’ Brobbey 55’ Berghuis 57’ Brobbey 84’ Hlynsson |

| Arbitro: | Gözübüyük |

|              |           |             |
| Berghuis 19’ | Marcatori | 34’ de Jong |

| Arbitro: | Makkelie |

|                                                    |           |                                  |
| van Amersfoort 11’ Sahraoui 38’ van Amersfoort 46’ | Marcatori | 51’ (aut.) Bochniewicz 79’ Akpom |

| Arbitro: | Nijhuis |

|                      |           |                             |
| Brobbey 7’ Forbs 79’ | Marcatori | 61’ (aut.) Hato 90+5’ Rober |

| Arbitro: | Lindhout |

|                              |           |  |
| van Bommel 7’ van Bommel 67’ | Marcatori |  |

| Arbitro: | van der Eijk |

|                        |           |  |
| Brobbey 39’ Taylor 77’ | Marcatori |  |

| Arbitro: | van de Graaf |

|                       |           |                         |
| Taylor 8’ Brobbey 88’ | Marcatori | 49’ Duarte 66’ Sierhuis |

| Arbitro: | Gözübüyük |

|                                 |           |                        |
| Verschueren 28’ Verschueren 47’ | Marcatori | 65’ Akpom 88’ Berghuis |

| Arbitro: | Manschot |

|             |           |                                  |
| Krăstev 72’ | Marcatori | 12’ Hlynsson 24’ Akpom 84’ Akpom |

| Arbitro: | Nagtegaal |

|           |           |               |
| Gaaei 24’ | Marcatori | 90+2’ Kuipers |

| Arbitro: | Makkelie |

|                                                                        |           |  |
| Paixão 34’ Minteh 35’ Hancko 45+2’ Minteh 56’ Q. Timber 62’ Paixão 66’ | Marcatori |  |

| Arbitro: | Gözübüyük |

|                                 |           |                     |
| Brobbey 59’ Bergwijn 81’ (rig.) | Marcatori | 31’ Van Wolfswinkel |

| Arbitro: | van der Eijk |

|                      |           |                      |
| Rensch 27’ Akpom 89’ | Marcatori | 38’ Baas 53’ Lamprou |

| Arbitro: | Bos |

|             |           |                                             |
| Benamar 80’ | Marcatori | 25’ Taylor 59’ Apkom 70’ Brobbey 77’ Taylor |

| Arbitro: | Makkelie |

|                                        |           |  |
| Bergwijn 29’ Bergwijn 34’ Bergwijn 38’ | Marcatori |  |

| Arbitro: | Blank |

|                           |           |                           |
| Boutrah 15’ Kozłowski 78’ | Marcatori | 42’ Šutalo 90+3’ Berghuis |

Concludendo il campionato al 5º posto in classifica, l'Ajax si è qualificato alla successiva edizione di Europa League.

### KNVB beker
La partecipazione dell'Ajax alla Coppa d'Olanda è cominciata a partire dal secondo turno.
| Arbitro: | Blank |

|                                          |           |                       |
| Pieters 16’ Pieters 66’ Grotenbreg 90+3’ | Marcatori | 83’ Brobbey 89’ Akpom |

Con la sconfitta per 2-3 per mano dell'Hercules, l'Ajax è stato eliminato dalla Coppa d'Olanda.

### Europa League

#### Spareggi
| Arbitro: | Di Bello |

|                   |           |                                           |
| Verdon 70’ (rig.) | Marcatori | 16’ Kudus 18’ Kudus 39’ Brobbey 50’ Kudus |

| Arbitro: | Kružliak |

|  |           |             |
|  | Marcatori | 62’ Tissera |

Con il risultato aggregato di 4-2, l'Ajax ha eliminato il Ludogorec qualificandosi alla fase a gironi di Europa League.

#### Fase a gironi
Con il sorteggio del 1º settembre 2023, l'Ajax è stato inserito nel gruppo B con Olympique Marsiglia, Brighton e AEK Atene.

| Arbitro: | Mariani |

|                                  |           |                                          |
| Forbs 9’ Berghuis 20’ Taylor 52’ | Marcatori | 23’ Clauss 38’ Aubameyang 78’ Aubameyang |

| Arbitro: | Jug |

|          |           |                     |
| Vida 75’ | Marcatori | 30’ (rig.) Bergwijn |

| Arbitro: | Frankowski |

|                         |           |  |
| João Pedro 42’ Fati 53’ | Marcatori |  |

| Arbitro: | Dabanović |

|  |           |                      |
|  | Marcatori | 15’ Fati 53’ Adingra |

| Arbitro: | Sozza |

|                                                                        |           |                                   |
| Aubameyang 9’ (rig.) Mbemba 26’ Aubameyang 47’ Aubameyang 90+3’ (rig.) | Marcatori | 10’ Brobbey 30’ Brobbey 77’ Akpom |

| Arbitro: | Pawson |

|                               |           |            |
| Akpom 5’ Taylor 20’ Akpom 56’ | Marcatori | 11’ García |

Classificandosi al 3º posto nel girone B, l'Ajax è stato eliminato dalla Europa League, ottenendo comunque la qualificazione agli spareggi preliminari alle fasi finali di Conference League.

### UEFA Europa Conference League

#### Fase a eliminazione diretta
Dal sorteggio, effettuato il 18 dicembre 2023, per lo spareggio di accesso al tabellone finale di Conference League l'Ajax è stato accoppiato al Bodø/Glimt.

##### Spareggi
| Arbitro: | Nobre |

|                                            |           |                         |
| Van den Boomen 90+2’ (rig.) Berghuis 90+7’ | Marcatori | 16’ Grønbæk 64’ Grønbæk |

| Arbitro: | Sidiropoulos |

|          |           |                          |
| Berg 83’ | Marcatori | 34’ Berghuis 114’ Taylor |

Con il risultato aggregato di 4-3, l'Ajax ha ottenuto la qualificazione agli ottavi di finale di Conference League. Dal sorteggio del tabellone, effettuato il 23 febbraio 2024, l'Ajax è stato accoppiato all'Aston Villa.

##### Ottavi di finale
| Amsterdam 7 marzo 2024, ore 18:45 CET Ottavi di finale (andata) | Ajax   | 0 – 0 referto | Aston Villa | Johan Cruijff Arena (52 197 spett.)\| Arbitro: \| Jorgji \| |
| Arbitro:                                                        | Jorgji |               |             |                                                             |

| Arbitro: | Grinfeld |

|                                            |           |  |
| Watkins 25’ Bailey 60’ Durán 75’ Diaby 81’ | Marcatori |  |

Con il risultato aggregato di 4-0 in favore dell'Aston Villa, l'Ajax è stato eliminato dalla Conference League concludendo la sua partecipazione agli ottavi di finale.

## Statistiche

### Statistiche di squadra
| Competizione      | Punti | In casa | In casa | In casa | In casa | In casa | In casa | In trasferta | In trasferta | In trasferta | In trasferta | In trasferta | In trasferta | Totale | Totale | Totale | Totale | Totale | Totale | DR  |
| Competizione      | Punti | G       | V       | N       | P       | Gf      | Gs      | G            | V            | N            | P            | Gf           | Gs           | G      | V      | N      | P      | Gf     | Gs     | DR  |
| ----------------- | ----- | ------- | ------- | ------- | ------- | ------- | ------- | ------------ | ------------ | ------------ | ------------ | ------------ | ------------ | ------ | ------ | ------ | ------ | ------ | ------ | --- |
| Eredivisie        | 56    | 17      | 9       | 6       | 2       | 39      | 21      | 17           | 6            | 5            | 6            | 35           | 40           | 34     | 16     | 11     | 8      | 74     | 61     | +13 |
| KNVB beker        | -     | 0       | 0       | 0       | 0       | 0       | 0       | 1            | 0            | 0            | 1            | 2            | 3            | 1      | 0      | 0      | 1      | 2      | 3      | -1  |
| Europa League     | 5     | 4       | 1       | 1       | 2       | 6       | 7       | 4            | 1            | 1            | 2            | 7            | 9            | 8      | 2      | 3      | 3      | 13     | 16     | -3  |
| Conference League |       | 2       | 0       | 2       | 0       | 2       | 2       | 2            | 1            | 0            | 1            | 2            | 5            | 4      | 1      | 2      | 1      | 4      | 7      | -3  |
| Totale            | -     | 23      | 10      | 9       | 4       | 47      | 30      | 24           | 8            | 6            | 10           | 46           | 57           | 47     | 19     | 16     | 14     | 93     | 87     | +6  |

### Andamento in campionato
| Giornata  | 1 | 2 | 3 | 4  | 5  | 6  | 7  | 8  | 9  | 10 | 11 | 12 | 13 | 14 | 15 | 16 | 17 | 18 | 19 | 20 | 21 | 22 | 23 | 24 | 25 | 26 | 27 | 28 | 29 | 30 | 31 | 32 | 33 | 34 |
| --------- | - | - | - | -- | -- | -- | -- | -- | -- | -- | -- | -- | -- | -- | -- | -- | -- | -- | -- | -- | -- | -- | -- | -- | -- | -- | -- | -- | -- | -- | -- | -- | -- | -- |
| Luogo     | C | T | C | T  | T  | C  | T  | C  | T  | T  | C  | T  | C  | T  | C  | C  | T  | C  | T  | C  | T  | C  | T  | C  | C  | T  | T  | C  | T  | C  | C  | T  | C  | T  |
| Risultato | V | N | V | N  | P  | P  | V  | P  | P  | P  | V  | N  | V  | V  | V  | N  | V  | V  | V  | N  | P  | N  | P  | V  | N  | N  | V  | N  | P  | V  | N  | V  | V  | N  |
| Posizione | 1 | 5 | 9 | 12 | 12 | 14 | 15 | 16 | 17 | 18 | 11 | 12 | 8  | 8  | 5  | 5  | 5  | 5  | 5  | 5  | 5  | 5  | 5  | 5  | 5  | 5  | 5  | 5  | 6  | 5  | 5  | 5  | 5  | 5  |

Legenda:

Luogo: C = Casa; T = Trasferta. Risultato: V = Vittoria; N = Pareggio; P = Sconfitta.

### Statistiche individuali
| Giocatore          | Eredivisie | Eredivisie | Eredivisie  | Eredivisie | KNVB beker | KNVB beker | KNVB beker  | KNVB beker | Europa League | Europa League | Europa League | Europa League | Conference League | Conference League | Conference League | Conference League | Totale   | Totale | Totale      | Totale     |
| Giocatore          | Presenze   | Reti       | Ammonizioni | Espulsioni | Presenze   | Reti       | Ammonizioni | Espulsioni | Presenze      | Reti          | Ammonizioni   | Espulsioni    | Presenze          | Reti              | Ammonizioni       | Espulsioni        | Presenze | Reti   | Ammonizioni | Espulsioni |
| ------------------ | ---------- | ---------- | ----------- | ---------- | ---------- | ---------- | ----------- | ---------- | ------------- | ------------- | ------------- | ------------- | ----------------- | ----------------- | ----------------- | ----------------- | -------- | ------ | ----------- | ---------- |
| C. Akpom           | 25         | 11         | 0           | 0          | 1          | 1          | 0           | 0          | 6             | 3             | 0             | 0             | 4                 | 0                 | 0                 | 0                 | 36       | 15     | 0           | 0          |
| G. Ávila           | 5          | 0          | 1           | 0          | 1          | 0          | 1           | 0          | 2             | 0             | 0             | 0             | 0                 | 0                 | 0                 | 0                 | 8        | 0      | 2           | 0          |
| A. van Axel Dongen | 3          | 0          | 0           | 0          | 1          | 0          | 0           | 0          | 1             | 0             | 0             | 0             | 0                 | 0                 | 0                 | 0                 | 5        | 0      | 0           | 0          |
| J. Banel           | 5          | 0          | 0           | 0          | 0          | 0          | 0           | 0          | 1             | 0             | 0             | 0             | 0                 | 0                 | 0                 | 0                 | 6        | 0      | 0           | 0          |
| S. Berghuis        | 20         | 5          | 1           | 0          | 0          | 0          | 0           | 0          | 7             | 1             | 2             | 1             | 2                 | 2                 | 0                 | 0                 | 29       | 8      | 3           | 1          |
| S. Bergwijn        | 24         | 12         | 5           | 1          | 0          | 0          | 0           | 0          | 7             | 1             | 1             | 0             | 0                 | 0                 | 0                 | 0                 | 31       | 13     | 6           | 1          |
| B. van den Boomen  | 21         | 2          | 1           | 0          | 0          | 0          | 0           | 0          | 5             | 0             | 0             | 0             | 3                 | 1                 | 0                 | 0                 | 29       | 3      | 1           | 0          |
| B. Brobbey         | 30         | 18         | 4           | 0          | 1          | 1          | 1           | 0          | 8             | 3             | 1             | 0             | 4                 | 0                 | 0                 | 0                 | 43       | 22     | 6           | 0          |
| C. Forbs           | 21         | 2          | 0           | 0          | 1          | 0          | 0           | 0          | 8             | 1             | 0             | 0             | 2                 | 0                 | 0                 | 0                 | 32       | 3      | 0           | 0          |
| K. Fitz-Jim        | 2          | 0          | 0           | 0          | 0          | 0          | 0           | 0          | 0             | 0             | 0             | 0             | 0                 | 0                 | 0                 | 0                 | 2        | 0      | 0           | 0          |
| A. Gaaei           | 25         | 1          | 1           | 0          | 1          | 0          | 0           | 0          | 5             | 0             | 0             | 0             | 3                 | 0                 | 0                 | 0                 | 34       | 1      | 1           | 0          |
| M. Godts           | 13         | 0          | 0           | 0          | 0          | 0          | 0           | 0          | 3             | 0             | 0             | 0             | 0                 | 0                 | 0                 | 0                 | 16       | 0      | 0           | 0          |
| T. Gooijer         | 9          | 0          | 0           | 0          | 1          | 0          | 0           | 0          | 1             | 0             | 0             | 0             | 2                 | 0                 | 3                 | 1                 | 13       | 0      | 3           | 1          |
| J. Gorter          | 8          | -17        | 0           | 0          | 0          | 0          | 0           | 0          | 4             | -6            | 0             | 0             | 0                 | 0                 | 0                 | 0                 | 12       | -23    | 0           | 0          |
| J. Hato            | 33         | 1          | 5           | 0          | 1          | 0          | 0           | 0          | 8             | 0             | 2             | 0             | 4                 | 0                 | 0                 | 0                 | 46       | 1      | 7           | 0          |
| J. Henderson       | 9          | 0          | 0           | 0          | 0          | 0          | 0           | 0          | 0             | 0             | 0             | 0             | 3                 | 0                 | 1                 | 0                 | 12       | 0      | 1           | 0          |
| K. Hlynsson        | 25         | 7          | 2           | 0          | 1          | 0          | 0           | 0          | 4             | 0             | 0             | 0             | 4                 | 0                 | 0                 | 0                 | 34       | 7      | 2           | 0          |
| A. Kaplan          | 11         | 0          | 3           | 1          | 0          | 0          | 0           | 0          | 0             | 0             | 0             | 0             | 2                 | 0                 | 0                 | 0                 | 13       | 0      | 3           | 1          |
| A. Martha          | 9          | 0          | 0           | 0          | 1          | 0          | 0           | 0          | 2             | 0             | 0             | 0             | 0                 | 0                 | 0                 | 0                 | 12       | 0      | 0           | 0          |
| S. Mannsverk       | 13         | 0          | 4           | 0          | 0          | 0          | 0           | 0          | 0             | 0             | 0             | 0             | 3                 | 0                 | 3                 | 1                 | 16       | 0      | 7           | 1          |
| J. Medić           | 6          | 1          | 1           | 0          | 0          | 0          | 0           | 0          | 3             | 0             | 1             | 0             | 0                 | 0                 | 0                 | 0                 | 9        | 1      | 2           | 0          |
| D. Ramaj           | 22         | -32        | 0           | 0          | 1          | -3         | 0           | 0          | 4             | -9            | 0             | 0             | 4                 | -7                | 1                 | 0                 | 31       | -51    | 1           | 0          |
| D. Rensch          | 28         | 2          | 2           | 1          | 0          | 0          | 0           | 0          | 6             | 0             | 0             | 0             | 4                 | 0                 | 1                 | 0                 | 38       | 2      | 3           | 1          |
| J. Rijkhoff        | 8          | 0          | 0           | 0          | 0          | 0          | 0           | 0          | 0             | 0             | 0             | 0             | 2                 | 0                 | 0                 | 0                 | 10       | 0      | 0           | 0          |
| G. Rulli           | 7          | -12        | 0           | 0          | 0          | 0          | 0           | 0          | 0             | 0             | 0             | 0             | 0                 | 0                 | 0                 | 0                 | 7        | -12    | 0           | 0          |
| B. Sosa            | 16         | 0          | 1           | 0          | 0          | 0          | 0           | 0          | 5             | 0             | 1             | 0             | 4                 | 0                 | 0                 | 0                 | 25       | 0      | 2           | 0          |
| J. Šutalo          | 23         | 1          | 2           | 0          | 1          | 0          | 0           | 0          | 5             | 0             | 2             | 0             | 3                 | 0                 | 0                 | 1                 | 32       | 1      | 4           | 1          |
| B. Tahirović       | 26         | 2          | 5           | 0          | 1          | 0          | 0           | 0          | 8             | 0             | 0             | 0             | 2                 | 0                 | 0                 | 0                 | 37       | 2      | 5           | 0          |
| K. Taylor          | 34         | 5          | 3           | 0          | 1          | 0          | 0           | 0          | 8             | 2             | 1             | 0             | 4                 | 1                 | 0                 | 0                 | 47       | 8      | 4           | 0          |
| S. Vos             | 11         | 0          | 3           | 0          | 0          | 0          | 0           | 0          | 3             | 0             | 2             | 1             | 0                 | 0                 | 0                 | 0                 | 14       | 0      | 5           | 1          |
| O. Wijndal         | 2          | 0          | 0           | 0          | 0          | 0          | 0           | 0          | 2             | 0             | 0             | 0             | 0                 | 0                 | 0                 | 0                 | 4        | 0      | 0           | 0          |
| D. Klaassen        | 2          | 1          | 0           | 0          | 0          | 0          | 0           | 0          | 2             | 0             | 0             | 0             | -                 | -                 | -                 | -                 | 4        | 1      | 0           | 0          |
| M. Kudus           | 2          | 1          | 0           | 0          | 0          | 0          | 0           | 0          | 1             | 3             | 0             | 0             | -                 | -                 | -                 | -                 | 3        | 4      | 0           | 0          |
| G. Mikautadze      | 6          | 0          | 0           | 0          | 1          | 0          | 0           | 0          | 2             | 0             | 0             | 0             | 0                 | 0                 | 0                 | 0                 | 9        | 0      | 0           | 0          |
| A. Salah-Eddine    | 6          | 0          | 0           | 0          | 0          | 0          | 0           | 0          | 3             | 0             | 0             | 0             | 0                 | 0                 | 0                 | 0                 | 9        | 0      | 0           | 0          |